# 敦粛皇貴妃
敦粛皇貴妃（とんしゅくこうきひ、1690年代？ - 1725年12月27日）は、清の雍正帝の側妃。姓は年氏。漢軍旗人の撫遠大将軍・年羹堯の妹。年羹堯は、皇位継承争いで雍正帝の擁立に大いに貢献した。

## 生涯
康煕50年（1711年）頃、雍親王の胤禛（のちの雍正帝）に嫁ぎ、側福晋（側室）となった。康煕54年（1715年）に雍親王の第4女を出産、その後康煕59年（1720年）に第7子・福宜、康煕60年（1721年）に第8子・福恵、雍正元年（1723年）に第9子・福沛を立て続けに出産したが、いずれも夭折した。
雍正帝の即位後、雍正元年（1723年）に貴妃に冊立された。雍正3年11月15日（1725年12月19日）、皇貴妃に進封されたが、同年11月23日（1725年12月27日）に病没した（年羹堯の失脚も同月であった）。敦粛と諡され、棺は田村殯宮に安置され、乾隆年間に泰陵の妃園寝に陪葬された。

## 逸話
- 『清宮詞』によると、皇貴妃となった年氏は謹慎であり、手紙は必ず雍正帝の検閲を受けた[1]。雍正帝はそれに満足した。

## 子女
- 皇四女 （1715年 - 1717年）
- 福宜 （1720年 - 1721年）
- 福恵 （1721年 - 1728年）
- 福沛 （1723年生没）

## 登場作品
テレビドラマ
- 『雍正王朝』（1999年、役名：年秋月、演：常林）
- 『宮 パレス 〜時をかける宮女〜』（2011年、役名：年素言、演：佟麗婭）
- 『宮廷の諍い女』（2011-2012年、役名：年世蘭、演：ジャン・シン）
- 『花散る宮廷の女たち〜愛と裏切りの生涯〜』（2017年、役名：年姝媛、演：レオ・リ）